# Petrus Italus
Petrus Italus, cunoscut și ca Petrus Italus da Lugano, (n. ca. 1510, Bissone, districtul Lugano, cantonul Tessin – d. 1569, Lemberg, azi Lviv, Ucraina) a fost un arhitect elvețian din secolul al XVI-lea. A activat vreme îndelungată în Lemberg.
La 17 ianuarie 1560 a fost semnat un contract între consiliul orășenesc Bistrița din Transilvania și arhitectul Petrus Italus, pentru refacerea și consolidarea bisericii parohiale, contract în valoare de 3.000 de florini. Lucrările se încheie în anul 1563, după cum consemnează și inscripția de pe aticul portalului vestic. Lucrările meșterului elvețian au încorporat în structura și aspectul bisericii parohiale din Bistrița elemente noi ale limbajului plastic renascentist.
Tot lui Petrus Italus îi sunt atribuite lucrări în Bistrița la Casa Argintarului.
De aici s-a întors în Lemberg.